# Васил Хитров
Васил Станчев Хитров е български морски офицер.

## Биография
Васил Хитров роден на 17 януари 1864 г. в Ловеч. Начално образование завършва в родния си град. Постъпва като юнкер във Военното училище. Завършва и получава назначение в 6- а Плевенска дружина през 1884 г. Участва в Съединението на Източна Румелия с Княжество България и Сръбско-българската война (1885)
Защитава морско звание и право на морско лице (1895). Изпратен е на обучение във Франция, по време на практиката си там служи на фрагатата „Мелпомен“ и в подвижната отбрана на крепостта Шербур. Определен е от правителството за наблюдател по дострояването на учебния ни крайцер „Надежда“. В началото на 1899 г. е назначен за първия българин-моряк началник Дунавската флотилия. Едновременно е назначен за подначалник на флота, а от март 1900 г. до края на 1904 г. е началник-щаб на българския Черноморски флот.
Военно звание Капитан I ранг. След 1905 г. става жертва на дворцови интриги. На 10 януари 1909 г., едва 45-годишен, е уволнен от флота. Умира през 1928 г.